# Agylla mjobergi
Agylla mjobergi är en fjärilsart som beskrevs av Talbot 1926. Agylla mjobergi ingår i släktet Agylla och familjen björnspinnare. Inga underarter finns listade i Catalogue of Life.